# Пфафенхофен ан дер Илм
Пфафенхофен ан дер Илм (њем. Pfaffenhofen an der Ilm) град је у њемачкој савезној држави Баварска. Једно је од 19 општинских средишта округа Пфафенхофен ан дер Илм. Према процјени из 2010. у граду је живјело 23.971 становника. Посједује регионалну шифру (AGS) 9186143.

## Географски и демографски подаци
Пфафенхофен ан дер Илм се налази у савезној држави Баварска у округу Пфафенхофен ан дер Илм. Град се налази на надморској висини од 428 метара. Површина општине износи 92,6 km². У самом граду је, према процјени из 2010. године, живјело 23.971 становника. Просјечна густина становништва износи 259 становника/km².

## Међународна сарадња
| Мјесто    | Држава    | Врста сарадње | Од    |
| --------- | --------- | ------------- | ----- |
| Поперинге | Белгија   | партнерство   | 2000. |
| Клермон   | Француска | партнерство   | 2000. |
| Извор     |           |               |       |